# Narcissus nivalis
Narcissus nivalis är en amaryllisväxtart som beskrevs av Mariano de la Paz Graells. Narcissus nivalis ingår i släktet narcisser, och familjen amaryllisväxter. Inga underarter finns listade i Catalogue of Life.